# Света Варвара (Охрид)
„Света Варавара“ (на македонска литературна норма: „Света Варвара“) е православна църква в град Охрид, Република Македония. Църквата е изградена в 1965 година. Разположена е във Вароша, до входа на Античния театър, на главната улица „Илинденска“, която води към Горната порта на Самуиловата крепост. В църквата е монтиран иконостасът от „Свети Йоан Богослов Канео“.